# エマオ
エマオ（[ɪˈmeɪəs] im-AY-əs; コイネー・ギリシア語: Ἐμμαούς, ラテン文字化: Emmaoús; 羅: Emmaus; 阿: عمواس、英: Emmaus）は新約聖書のルカの福音書（24章13-35節）に登場する町。復活したイエス・キリストがエマオに向かう2人の弟子の前に現れたと伝えられる（エマオへの道）。
エマオの実際の場所については不明である。歴史的にいくつか候補が挙げられており、その中で有力なイムワスとアル・クベイバは、いずれもヨルダン川西岸に位置する。聖書の記述ではエルサレムと道が繋がっていたことのみがわかる。他に距離も書かれているものの、これは写本によって異なる上に、さらに解釈（単位の定義）によっても曖昧になっている。
福音書に書かれる「エマオの晩餐（食事）」（Supper at Emmaus）のエピソードは、後世に宗教画の題材として好まれ、カラヴァッジョなど多くの画家による作品が残っている（エマオの晩餐 (曖昧さ回避)を参照）。

## 新約聖書における言及
エマオの地名はルカの福音書でイエス・キリストの復活について記した24章に登場する。
イエスの受難後、彼の墓を訪れた女たちが墓が空になっていることに気づく。エルサレムから60スタディオン（あるいは160スタディオン）離れたエマオに向かって歩いていたクレオパともう一人の弟子がこの不思議な出来事について話し合っていたところ、復活したイエスが現れ話しかけてくる。しかし、目が開いていなかった2人は相手がイエスだと気づかない。エマオに着くとクレオパはイエスを夕食（晩餐）に誘う。そしてイエスがパンを取り、祝福し、クレオパらに渡した時、彼らの目が開ける。するとイエスの姿が見えなくなった。クレオパたちはこれを他の弟子たちに知らせるため、急ぎエルサレムに戻った。
同様のエピソードはマルコの福音書にも記されているが、ここでは弟子たちがどこに向かっていたかは記されない。また、マタイの福音書やヨハネの福音書では言及されない。

## 冠名施設・団体
- エマウス（フランス語版、英語版） - 1949年にアベ・ピエールによって設立された、ホームレス支援のためのリサイクル品を販売する協会。
- 日本基督教団　東北教区センター「エマオ」（宮城県仙台市青葉区）
- 長坂エマオキリスト教会　（山梨県北杜市長坂町）